# یوماگوزینو (شهرستان کویورگازینسکی، باشقیرستان)
یوماگوزینو (انگلیسی: Yumaguzino, Kuyurgazinsky District, Republic of Bashkortostan) یک شهرک در شهرستان کویورگازینسکی جمهوری باشقیرستان در کشور روسیه است.